# Parker (Vulkan)
Der Parker-Schichtvulkan, der lokalen Bevölkerung auch unter dem Namen Falen bekannt, ist ein 1828 m hoher Berg auf den Philippinen. Den für die Philippinen ungewöhnlichen Namen erhielt der Berg erst im 20. Jahrhundert während der amerikanischen Besetzung der Philippinen. Er wurde nach dem US-General Frank Parker benannt, der zusammen mit Captain Russell Maughan im Auftrag des US-Army Map Service in den dreißiger Jahren Mindanao kartographierte.

## Geographie
Der mit niedriger Vegetation überzogene Berg liegt in der Nähe der Südspitze der Insel Mindanao in der Provinz South Cotabato, im Daguma-Gebirge und überragt die Sarangani-Bucht. Die Großstadt General Santos City liegt circa 30 Kilometer östlich des Vulkans. Der Gipfel wird dominiert von einer bis zu 2,9 Kilometer großen Caldera, in deren Zentrum heute der Maughan-See liegt. Der Calderarand liegt zwischen 200 und 500 Meter über dem Wasserspiegel des Sees. Im Nordwesten der Caldera fließt der See in den Gao-River ab, ein Nebenfluss des Alah-Rivers. Damit liegt der See im Wassereinzugsgebiet des Rio Grande de Mindanao.

## Gefahrenpotenzial
Der Parker wird als ein Vulkan mit hohen Gefahrenpotenzial eingestuft. Im Unterschied zu den anderen Vulkanen Mindanaos liegt er im Norden des Sangihe-Vulkanbogens und ist der einzige Vulkan der Insel, der eine ausgeprägte, große Gipfelcaldera besitzt. Dies lässt auf einen explosiven Eruptionstyp, eine Plinianische Eruption, schließen. An seinen Flanken liegen große Mengen an Auswurfmaterial, die von jüngeren Eruptionen stammen. Untersuchungen der Umgebung ergaben, dass der Parker bei seinen vorherigen Ausbrüchen die Gegend um den Vulkan bis in eine Entfernung von 20 Kilometer verwüstete; er zeigt damit Parallelen zum Ausbruch des Pinatubo auf Luzon im Jahre 1991. Es wurde weiterhin festgestellt, dass der Parker in den letzten 3.800 Jahren drei große Ausbrüche hatte, zwei davon in den letzten 600 Jahren. Eine weitere Gefahr geht vom Kratersee aus, wie sich am 6. September 1995 zeigte, als eine Flutwelle über 60 Personen tötete. Die Flutwelle wurde durch Erdrutsche ausgelöst, die den Lauf des Alah-Rivers vorübergehend aufgestaut hatten. Möglicherweise war es auch zu Rutschungen im See gekommen. Im Jahre 2002 ereignete sich außerdem im Gebiet des Parker ein schweres Erdbeben mit einer Magnitude von 7,5 auf der Richterskala, seitdem steht der Berg unter erhöhter Aufmerksamkeit seitens der Behörden.

## Eruption von 1641
Der Parker war den meisten Vulkanologen bis vor kurzem weitgehend unbekannt. Die in jüngerer Zeit unternommenen Untersuchungen der geologischen Struktur, der mündlichen Überlieferungen der Einheimischen und der spanischen Dokumente aus dieser Zeit ergaben, dass er der Ausgangspunkt der großen Eruption vom 3. und 4. Januar 1641 war. Spanische Quellen sagen aus, dass die Eruption sogar bis Zamboanga City hörbar war und am Abend des 3. Januar in der Stadt als Musketen- und Kanonendonner wahrgenommen wurde. Am 4. Januar gegen 9 Uhr erfolgte wahrscheinlich die Haupteruption des Parker. Spanische Chronisten berichten von zunehmender Lautstärke des Kanonendonners und dass man zuerst annahm, dieser könnte von niederländischen Galeonen stammen. Reisende aus Südostasien berichteten später, dass die Eruption am 4. Januar 1641 bis Vietnam und Kambodscha, also in einem Radius von fast 1.800 Kilometer, hörbar war. Am Nachmittag des 4. Januar bedeckte bereits eine dichte Aschewolke den Himmel über Zamboanga, so dass die Menschen ab 16 Uhr die Hand nicht mehr vor Augen sehen konnten.
Eine kleine Flottille, die nach Ternate aufgebrochen war, erreichte am 4. Januar gegen 10 Uhr morgens das Kap San Augustin am Ausgang des Golfes von Davao zum Pazifischen Ozean. Die Besatzungen gaben an, dass sich zu diesem Zeitpunkt der Himmel über der Celebessee soweit verdunkelt hatte, dass die Besatzungen an Land nichts mehr ausmachen konnten. Sie fuhren durch einen dichten Ascheniederschlag und setzten die Positionslampen, um Zusammenstöße der Schiffe zu verhindern. Die Seeleute glaubten, der Tag des Jüngsten Gerichtes sei angebrochen.
Der spanische Chronist und Jesuit Magisa nahm an, dass der Vulkan in der Nähe des Kap San Augustin liege, berichtete aber, dass die Schiffsbesatzungen von einem Vulkanausbruch auf einer Insel Sanguil ausgingen. Erst der französische Geologe Alexis Perrey setzte 1860 Sanguil mit der Insel Sangihe im heutigen Indonesien gleich und nannte den damals bekannten Awu-Vulkan als Ausgangspunkt der Eruption. In den Berichten ist von Sanguil, Sangil, Sanguir oder Sanguiz die Rede und im 17. Jahrhundert wurden diese Begriffe für die heutige Region Sarangani und die Inseln Balut und Sarangani verwendet. Der Vulkan Balut wird heute noch von den Einheimischen als Berg Sanguil bezeichnet.
Der französische Naturforscher Guillaume Le Gentil schrieb in A Voyage in the Indian Ocean (1779–1781) von seinem Aufenthalt auf den Philippinen. Gentil berichtet von einer großen Vulkaneruption im Januar 1640, die angsterfüllend laut gewesen sei und das Land großflächig verwüstet habe. Nach seinen Angaben lag die Insel wochenlang in Dunkelheit und auch weit entfernte Gebiete wie Manila und Borneo waren betroffen. Er erklärte, dass der Vulkan rund 250 Kilometer von Zamboanga entfernt, im Herrschaftsgebiet des Rajah von Buayan liege. Nach der Eruption habe sich am Fuße des Vulkans ein See mit milchig weißem Wasser gebildet. Heute ist bekannt, dass dieser Bericht die große Eruption von 1641 beschreibt.
Eine einheimische mündliche Überlieferung berichtet: Vor langer Zeit fegte ein reißender Strom über das Land, zerstörte und verbrannte den Wald und hinterließ einen See aus Feuer. Der reißende Strom trug die Bäume fort und die See roch nach brennendem Schwefel.
Bei der großen Eruption wurden große Teile der Insel Mindanao von einer großen Aschewolke in vollkommene Dunkelheit gehüllt. Der Aschefall der großen Eruption erreichte auch die Inseln Cebu und Panay im Norden und Jolo im Südwesten. Die Untersuchungen zeigten die Geschichte der großen Eruption von 1641 auf, in der sich die heutige Caldera auf dem Berggipfel bildete. Es wird angenommen, dass der Parker vor der Eruption eine Höhe von über 2000 m erreichte. Der Vulkan sprengte die Gipfelregion weg und eruptierte große Mengen an glutflüssigem Gestein, die voluminöse pyroklastische Wolken und große Lahare an den Bergflanken zu Tal rasen ließen. Es wird vermutet, dass die Eruption eventuell sogar größer war als die des Pinatubo 1991; den weltweiten Wetteraufzeichnungen aus dieser Zeit zufolge kam es 1641/42 zu einem kleinen Temperaturrückgang.